# Boks na Igrzyskach Ameryki Środkowej i Karaibów 1938
Boks na Igrzyskach Ameryki Środkowej i Karaibów 1938 – jedna z dyscyplin sportowych rozgrywana na Igrzyskach Ameryki Środkowej i Karaibów 1938 w panamskim mieście Panama. Zawodnicy rywalizowali w ośmiu kategoriach wagowych, a zawody w trwały od 5 do 24 lutego. Podani zostani tylko potwierdzeni medaliści

## Medaliści
| Kategoria                 | Złoty                              | Srebrny                  | Brązowy                      |
| waga musza (50,8 kg)      | José Cheo Aponte · Portoryko       | José Herrera · Meksyk    | Frederick Thompson · Jamajka |
| waga kogucia (53,5 kg)    | Fidel Ortiz · Meksyk               | Leocádio Torres · Panama | Albert Johnson · Jamajka     |
| waga piórkowa (57,2 kg)   | Enrique Cardoso · Meksyk           | Mario Baeza · Kuba       | Raúl Becker · Panama         |
| waga lekka (61,2 kg)      | José Monserrate Basora · Portoryko | Cyril Cameron · Jamajka  | Raúl Gaona · Meksyk          |
| waga półśrednia (66,7 kg) | Alfredo Stewart · Panama           | Lorenzo Arzaluz · Meksyk | Víctor Mejías · Wenezuela    |
| waga średnia (72,6 kg)    | Ignacio Márquez · Meksyk           | Chester Jones · Panama   | Lancelot Walker · Jamajka    |
| waga półciężka (79,4 kg)  | Theodore Wint · Jamajka            | Edgar Edgill · Panama    | Eleuterio Rivera · Portoryko |
| waga ciężka (+79,4 kg)    | Jack Ryan · Panama                 | José Fonseca · Meksyk    |                              |

## Klasyfikacja medalowa
| Poz. | Państwo   |   |   |   | Razem |
| ---- | --------- | - | - | - | ----- |
| 1    | Meksyk    | 3 | 3 | 1 | 7     |
| 2    | Panama    | 2 | 3 | 1 | 6     |
| 3    | Portoryko | 2 | 0 | 1 | 3     |
| 4    | Jamajka   | 1 | 1 | 3 | 5     |
| 5    | Kuba      | 0 | 1 | 0 | 1     |
| 6    | Wenezuela | 0 | 0 | 1 | 1     |